# Heterusia primulimacula
Heterusia primulimacula là một loài bướm đêm trong họ Geometridae.